# Oroyafeber
Oroyafeber eller verruga peruana är en sjukdom (infektion) orsakad av bakterien Bartonella bacilliformis. Oroyafeber finns mestadels i dalområdena i Anderna, i Peru, Ecuador och Colombia, och är nära besläktad med kattklössjuka.
Det svenska namnet kommer från staden La Oroya i centrala Peru. Det latinska namnet betyder "peruanska vårtor". På vissa språk benämns den Carrións sjukdom efter den peruanska läkarstudenten Daniel Alcides Carrión, som dog av sjukdomen 28 år gammal medan han studerade den.

## Sjukdomsförlopp och symptom
Sjukdomen kan delas upp två faser, där inte alla patienter drabbas av båda. Olika patienter drabbas olika hårt, och vissa kan förbli helt asymptomatiska. 
I den akuta och mindre vanliga fasen är de röda blodkropparna hårdast angripna. De vanligaste symptomen är lätt men långvarig feber, obehag och orkeslöshet, gulsot, svullnad i lever, lymfknutor och mjälte, samt svår hemolytisk anemi. Obehandlad har den här fasen en dödlighet på 40–90 %, ofta i kombination med andra sjukdomar som salmonella.
I den kroniska fasen är endotelet (blodkärlsväggen) infekterat. Patienten får eksem och utväxter ("vårtor") som lätt spricker och blöder. Dödligheten i den här fasen är låg.